# Zaho
Ne doit pas être confondu avec Zaho de Sagazan.
Zaho, de son vrai nom Zehira Darabid (en arabe : زهيرة درابيد), née le 10 mai 1980 à Alger (Algérie), est une chanteuse, rappeuse, auteure-compositrice-interprète, actrice algéro-canadienne.
Elle se fait connaître en 2008 avec son premier album Dima et ses chansons C'est chelou et Je te promets. D'autres titres issus de son premier opus connaissent un succès important tels que La roue tourne ou Kif'n'dir.
Après une longue tournée et une réédition de Dima, elle publie en 2012 son second album, Contagieuse, qui est notamment porté par les titres Tourner la page, Tout est pareil, Allô, Divisés ou encore Jardin d’Eden. L’album est suivi d’une tournée en France, en Belgique, au Canada et à travers l'Afrique francophone.
Entre 2015 et 2016, elle participe à la comédie musicale La Légende du roi Arthur d’abord en tant qu’auteure et compositrice des morceaux. Par la suite, Dove Attia lui propose d'interpréter le rôle de la Fée Morgane.
Son troisième album Le Monde à l'envers sort en 2017 comportant notamment le titre Laissez-les kouma en collaboration avec MHD, certifié disque de platine. Les titres Tant de choses et Comme tous les soirs sortent également en singles.
Après une longue absence, Zaho fait son retour en mars 2021 avec le single Ma lune annonçant un nouvel album. Elle dévoile par la suite les titres Doucement et Je t’aime à l’algérienne accompagnés de clips. Fin 2022, elle sort les extraits Solo, en collaboration avec Tayc, et Oh Mama. Elle publie son quatrième album Résilience début 2023.

## Biographie

### Jeunesse
Zahera Darabid naît le 10 mai 1980 à Alger, en Algérie. Elle grandit à Bab Ezzouar, dans la banlieue d’Alger jusqu'à l'âge de 18 ans, elle et sa famille s’installent en 1998 à Montréal, au Canada, quittant une Algérie en pleine décennie noire.
En décembre 1991, la guerre civile fait des ravages en Algérie, elle n'a que onze ans à cette époque. Elle voit alors disparaître des cousins, des voisins, son professeur de natation, le gérant du café de sa rue, etc. Son père, Mohamed, et sa mère, Fadela, frôlent même la mort lors d'un attentat sur un marché. Elle souffre de l'état d'urgence décrété dans le pays et du couvre-feu généralisé. Elle aspire alors à une autre vie avec ses proches, loin d'une Algérie en guerre. Adolescente, elle rêve de devenir astronaute ou pilote mais se rend rapidement compte que cela est impossible dans un pays en pleine guerre civile. Elle se met alors à envoyer des demandes pour intégrer des universités à l'étranger, mais les courriers n'arrivent pas, ou très peu, durant les années 1990.
Le 31 décembre 1998, elle part alors vivre à Montréal, au Canada avec sa famille, dans le cadre d'un programme d'immigration choisie, le pays étant à la recherche d'informaticiens. Avant le départ pour le Canada, son père est cadre au ministère de la Planification et sa mère professeur de recherche opérationnelle à l'Institut national d'informatique à Alger. Elle déclare que sa famille faisait partie de cette classe intellectuelle qui n'avait guère d'argent et dont la seule richesse était l'éducation. Elle reste sous le choc à son arrivée à Montréal, elle qui a vécu dans un pays en proie à une guerre civile toute sa jeunesse. Elle retrace son exil dans son titre Kif'n'dir figurant sur son premier album Dima.
Au bout de trois ans au Canada, les fantômes de son passé resurgissent, elle raconte qu'il lui arrivera même de faire des crises de panique et de rester immobile et tétanisée en pleine rue, se souvenant d'une fois où elle a raté un bus qui a explosé quelques mètres plus loin. Elle déclare s'être empêchée très longtemps de revenir en Algérie et s'en voulait d'avoir laissé une partie de sa famille là-bas. Quelques années plus tard, elle renouera alors avec son pays, et y retournera voir ses proches les bras chargés de cadeaux.
Après son installation, elle poursuit ses études après avoir obtenu son bac à 16 ans, en Algérie. Elle suit alors des études à l'Institut national d'informatique au Canada. À l'obtention de son diplôme d'ingénieur en informatique, spécialisé dans le développement de logiciels, elle se lance dans la musique difficilement. Ses parents étaient désespérés et ne comprenaient pas son obsession pour la musique, elle qui était major de sa promotion.

### Carrière

#### Débuts dans la musique (1999-2008)
Zaho s'est toujours passionnée pour la musique, en effet, elle apprend la guitare grâce à des cours au Musée national des Beaux-Arts d'Alger très jeune. Elle a la particularité d'être la seule fille de son quartier à jouer au foot et, parallèlement, la seule enfant à apprendre à jouer de la guitare : sa chanson Mon parcours évoque notamment cette singularité.
À son arrivée sur le sol canadien, elle découvre, en parallèle de ses études, le monde de la musique professionnelle. Outre sa rencontre avec Phil Greiss, son futur producteur,, elle raconte avoir financé ses études en prêtant sa voix à des jingles publicitaires. Face aux refus des maisons de disques jugeant son univers atypique, c'est en sa compagnie qu'elle monte en 2004 sa propre maison de production nommée Down Lo. Elle réalise un featuring en 2006 avec Cheb Mami et interprète Halili à ses côtés. En 2007, Zaho sort sa mixtape avec plusieurs featurings, dont Sefyu et La Fouine. La même année, elle fera une apparition remarquée sur le single lune de miel de Don Choa, qui la révèlera au grand public francophone[source secondaire nécessaire].

#### Dimaet la révélation (2008-2009)
Zaho sort son premier album Dima dont deux singles vont entrer dans les 100 meilleures ventes de l'année 2008, C'est chelou en 11e place et La roue tourne au 75e rang des ventes. Les rappeurs Soprano et Tunisiano chantent en featuring respectivement sur les titres Hey papi et La roue tourne.
L'album Dima (signifiant en arabe « éternellement », « toujours ») s'est classé au 80e rang des ventes, pour l'année 2008 en France. L'album va connaître un franc succès et révéler l'artiste algéro-canadienne au grand public. Une édition spéciale de l'album, contenant plusieurs titres bonus (dont Tout ce temps en compagnie d'Idir, Bougez vos ****, un titre inédit, et Lune de miel avec Don Choa), est sortie le 1er décembre 2008. L'album Dima totalisera plus de 141 000 ventes et restera près de deux ans dans le top 200,. En 2008, elle remporte le MTV Europe Music Awards dans la catégorie « Meilleur artiste francophone »[source secondaire nécessaire]. En 2009, elle est nommée aux NRJ Music Awards dans la catégorie « Révélation française de l'année » (qu'elle remporte) et participe, avec C'est chelou, à la catégorie « Clip de l'année »[source secondaire nécessaire]. L'album sera certifié disque de platine.
En juin 2010, elle apparaît sur le titre Hold My Hand pour la réédition française de l'album de Sean Paul Imperial Blaze.
Toujours la même année, elle apparaît sur la version française du titre Heartless du chanteur canadien Justin Nozuka, présente sur son album You I Wind Land And Sea.

#### Contagieuse(2011-2013)
Lors d'une courte interview accordée à Ado FM, Zaho confirme l'arrivée d'un second album. Elle annonce que ce deuxième opus devrait être légèrement différent du premier, mais toujours dans le même univers musical. Au cours de la diffusion de l'émission X-Factor sur M6, elle participe à l'épreuve de « La maison des juges », en tant que bras droit de Christophe Willem, chargé du groupe des plus de 25 ans[pertinence contestée].
Zaho annonce sur Twitter que le nom de son deuxième album sera révélé. En novembre 2011, toujours sur Twitter, elle annonce une double surprise : un nouveau clip intitulé En avant ma musique (un remix de 6 Foot 7 Foot de Lil Wayne), qui contient des indices sur le nom du nouvel opus. Les dernières paroles du titre laissaient deviner que le nouvel album s'intitulerait Contagieuse. Le premier single à être extrait de cet album s'intitule Boloss. Le single Boloss sort le 14 septembre 2012 et l'album Contagieuse sort le 30 novembre 2012. Son second single est Tourner la page. Par la suite, elle collabore sur le single Ma Meilleure avec le rappeur La Fouine. Le duo est récompensé aux Trace Urban Music Awards dans la catégorie Meilleure Collaboration[source secondaire nécessaire]. Elle est elle-même récompensée dans la catégorie Meilleure Artiste Féminine[source secondaire nécessaire]. Tout est pareil, le nouvel extrait de son album, sort le 23 juin. L'album est réédité et sort le 28 octobre 2013, on[Qui ?] y retrouve notamment son duo avec Tara McDonald sur le titre Shooting Star mais aussi 5 autres titres inédits comme Tout ce que je sais. L'album est certifié disque d'or. Le 31 décembre 2013, Zaho est élue meilleure artiste féminine de l'année sur le site planète rap[source secondaire nécessaire] et son featuring avec La Fouine sur le titre Ma meilleure est élu meilleur morceau[source secondaire nécessaire].

#### La Légende du roi Arthur(2015-2016)
Zaho intègre l'équipe de compositeurs de la comédie musicale La Légende du roi Arthur, écrivant la plupart des chansons, puis le producteur Dove Attia lui propose de jouer le rôle de la Fée Morgane.
En octobre 2014, elle interprète le premier single : Mon combat (Tir Nam Beo) avec Florent Mothe, qui deviendra plus tard son mari et le père de son premier enfant. La première représentation a eu lieu le 17 septembre 2015 au Palais des congrès de Paris avant une tournée en France qui s'est achevée à Lille en juin 2016.

#### Collaborations (2016)
En janvier 2016, elle participe à l'album de reprises Balavoine(s). Elle y interprète la reprise de la chanson Sauver l'amour[source secondaire nécessaire].
En 2016 également, Zaho collabore sur le nouvel album de Céline Dion Encore un soir dont elle écrit trois chansons[source secondaire nécessaire] (Ma faille, Tu sauras et À vous). Elle travaille également avec Black M (chanson Parle-moi sur l'album Éternel Insatisfait de Black M) et MHD, avec lequel elle sort le single Laissez-les kouma, ce dernier titre étant le premier extrait de son troisième album.

#### Le Monde à l'envers(2017)
Nommée en 2016 dans la catégorie « artiste féminine francophone de l'année » aux NRJ Music Awards, Zaho annonce préparer son troisième album, intitulé Le Monde à l'envers qu'elle écrit depuis 2015 et dont la sortie est prévue le 17 février 2017. Le premier single de cet album est Laissez-les kouma en collaboration avec le rappeur MHD. Le deuxième single titre de ce nouvel album est Tant de choses. L'artiste dévoile ensuite Selfie, Bonne Nouvelle et Salamalek.
Zaho annonce qu'une tournée à travers la France, la Belgique, la Suisse, le Canada et l'Afrique accompagnera l'album, à l'instar de ses deux premiers opus. La première date à avoir été dévoilée de la tournée A l'envers Tour se déroule le 19 mai 2017 au Casino de Paris[source secondaire nécessaire].

#### Résilience(2023)
Après de longs mois d’absence et après être devenue maman, Zaho entame un retour progressif en multipliant les collaborations tout en restant à l’écart de la scène. Ainsi, elle participera aux projets d’artistes[source secondaire nécessaire] tels que TK, Naps, Nej’, Lyna Mahyem, Imen Es ou encore Vegedream.
Fin mars 2021, Zaho annonce qu’un nouvel album est en préparation et sort la chanson Ma lune, qui s’accompagne d’un clip. Zaho annonce que le projet comportera de nombreuses collaborations.
En novembre 2021, Zaho publie le second single de l’album, Doucement, titre drill, accompagné d’un clip. En 2022, l’artiste sort les titres Je t’aime à l’algérienne et Solo en collaboration avec Tayc, troisième et quatrième extraits de l’album. L’artiste algéro-canadienne enchaîne avec le single Oh Mama accompagné d’un clip dévoilant le nom de l’album Résilience et les collaborations y figurant.
Le quatrième album de Zaho intitulé Résilience sort le 20 janvier 2023 et comporte 18 titres dont sept collaborations avec Tayc, Indila, Dadju, Banx & Ranx, McBox, Mok Saib et GLK. Outre la version initiale, l’album Résilience possède quatre éditions limitées disponibles uniquement en physique (Z, A, H et O) et comportant chacune un titre exclusif[source secondaire souhaitée]. En plus des singles déjà exploités, le titre Roi 2 Cœur avec Indila connaît un certain succès[source secondaire nécessaire].
Une réédition de l’album sort le 28 juillet 2023[source secondaire nécessaire]. Celle-ci inclut trois titres supplémentaires Château de sable, Allez Zou et une collaboration avec Nej’ intitulée Yabibi.

### Vie privée
Elle est mariée avec le chanteur Florent Mothe, avec lequel elle a eu un fils, Naïm, né le 8 juin 2018,.                                           Le 22 juin 2024, elle annonce être enceinte de son deuxième enfant sur Instagram, lors d'un concert à Montréal. Elle accouche de son deuxième enfant, un garçon prénommé Haroun, né entre août et septembre 2024.

## Discographie
- 2008 : Dima
- 2012 : Contagieuse
- 2015 : La Légende du Roi Arthur
- 2017 : Le Monde à l'envers
- 2023 : Résilience

## Filmographie
- 2014 : Nos chers voisins - Un Noël presque parfait (série télévisée) : Janet
- 2014 : Cut ! (série télévisée, saison 2) : elle-même
- 2023 : Yo Mama, film de Leïla Sy et Amadou Mariko : Samira
- 2023 : Les Déguns 2,  film de Cyrille Droux et Claude Zidi Jr. : elle-même

## Émissions de télévision
- 2008, 2009, 2015 : Fort Boyard sur France 2 : candidate
- 2011 : X Factor sur M6 : co-coach
- 2015, 2017 : L'Œuf ou la Poule ? sur D8 puis C8 : candidate
- 2021 : The Voice, la plus belle voix sur TF1 : co-coach
- 2022 : The Voice Belgique sur La Une : co-coach
- 2023 : Mask Singer sur TF1 : candidate, sous le costume de la Sorcière

## Distinctions
| Année | Travail nommé            | Cérémonie                | Catégorie                                                | Résultat   |
| ----- | ------------------------ | ------------------------ | -------------------------------------------------------- | ---------- |
| 2008  | Zaho                     | MTV Europe Music Awards  | Meilleur artiste français                                | Lauréat    |
| 2008  | C'est chelou             | La Chanson de l'année    | Chanson de l'année                                       | Nomination |
| 2009  | C'est chelou             | Victoires de la musique  | Vidéo-clip de l'année                                    | Nomination |
| 2009  | Zaho                     | NRJ Music Awards         | Révélation française                                     | Lauréat    |
| 2009  | C'est chelou             | NRJ Music Awards         | Clip                                                     | Nomination |
| 2010  | Zaho                     | NRJ Music Awards         | Artiste féminine française                               | Nomination |
| 2011  | Zaho et Justin Nozuka    | NRJ Music Awards         | Duo francophone de l'année                               | Lauréat    |
| 2011  | Zaho et Sean Paul        | Prix de La Création 2011 | Chanson internationale                                   | Lauréat    |
| 2013  | Zaho                     | Trace Urban Music Awards | Meilleure artiste féminine                               | Lauréat    |
| 2013  | La Fouine et Zaho        | Trace Urban Music Awards | Meilleure collaboration                                  | Lauréat    |
| 2013  | Zaho                     | NRJ Music Awards         | Artiste féminine francophone                             | Nomination |
| 2015  | La Légende du roi Arthur | NRJ Music Awards         | Groupe / duo / troupe / collectif francophone de l'année | Nomination |
| 2016  | Zaho                     | NRJ Music Awards         | Artiste Féminine Francophone                             | Nomination |